# Бой у мыса Спартель (1936)
Бой у мыса Спартель (исп. Cabo Espartel) 29 сентября 1936 года между двумя крейсерами националистов и двумя эсминцами республиканцев во время гражданской войны в Испании. В результате боя была прорвана республиканская блокада Гибралтарского пролива и националисты обеспечили себе путь морских поставок из испанского Марокко.

## Планы и силы сторон
В начале войны республиканский флот Испании имел линкор «Хайме I», три легких крейсера, 14 эсминцев и пять подводных лодок.
В июле мятежники смогли захватить городскую военно-морскую базу в Ферроле, Галисия. Им достался старый линкор «Эспанья» (бывший «Альфонсо XIII»), крейсер «Альмиранте Сервера», недостроенные крейсера «Канариас» и «Балеарес», ремонтируемый крейсер «Наварра», один эсминец и несколько торпедных катеров и шлюпов.
Республиканцы установили блокаду береговой линии испанского Марокко и не позволяли националистам перебрасывать их войска по морю. Нехватка кораблей и отсутствие опытных командиров ограничивала эффективность блокады.
В сентябре националисты завершили строительство новейшего крейсера «Канариас» и ввели его в строй. Полным ходом шла работа над однотипным «Балеаресом». Наконец, в конце сентября небольшая эскадра, в состав которой входили «Альмиранте Сервера» и «Канариас», вышла из Ферроля, чтобы вступить в бой с республиканским флотом и прорвать морскую блокаду.

## Ход боя
29 сентября, вскоре после 6:30, националисты атаковали эскадру республиканских эсминцев, дислоцированных в западной акватории пролива. Эсминец «Гравина» находился недалеко от мыса Спартель, в то время как однотипный ему «Альмиранте Фернандис» патрулировал у берегов Сеуты.
С «Канариаса» заметили «Альмиранте Фернандиса», патрулирующего в море Альборан, и открыли огонь с 16 км (8,6 морских миль), поразив эсминец вторым залпом. Последовала ожесточенная перестрелка и 40-минутное преследование эсминца. «Альмиранте Фернандис», получив шесть попаданий, взорвался и затонул в 18 морских милях к югу от Калабурраса. Тридцать один моряк с эсминца был спасен «Канариасом», в то время как французский лайнер «Кутубия» подобрал ещё 26, включая его командира Хосе Луиса Барбастро Хименеса.
В это же время крейсер «Альмиранте Сервера» преследовал вдоль атлантического побережья Марокко и дважды поражал «Гравину». Уцелевший республиканский эсминец ушел в сторону Касабланки, где и укрылся в нейтральном порту, откуда, после ремонта, сумел уйти в Картахену.

## Результаты
Этот бой стал решающим, позволив националистам открыть пролив для своего судоходства. У берегов Марокко и Андалузии доминирующую позицию заняли малочисленные, но грамотно руководимые адмиралом Виерной морские силы мятежников.